# Moyen en droit français
Pour les articles homonymes, voir Moyen.
 (janvier 2015).
Les moyens sont les raisons de fait ou de droit dont une partie se prévaut pour fonder sa prétention. Dans le jugement qu'il rend, le juge doit répondre par des « motifs » à l'ensemble des moyens invoqués qui constituent le soutien de sa décision. Répondre aux moyens ne signifie cependant pas répondre à tous les arguments lesquels ne constituent que des considérations venant à l'appui du moyen. Le juge qui doit répondre aux moyens n'a pas à répondre au détail de l'argumentation des parties.

## Motivation
L'ensemble des moyens[réf. nécessaire] d'une décision judiciaire porte le nom de motivation[réf. nécessaire]. L'expression de la motivation est une condition essentielle à la légalité de la décision, son absence constitue, dans la jurisprudence la plus récente un vice de forme. Dans le cas d'une procédure orale, l'absence de motivation est une cause de cassation et la contradiction de motifs est assimilée à l'absence de motifs.

### En procédure civile
Ne satisfait pas aux exigences des articles 455, alinéa premier, et 458 du Code de procédure civile le tribunal qui statue sur la demande d'une partie sans exposer, même succinctement, les prétentions et moyens de l'autre, alors qu'il avait constaté qu'elle était représentée à l'audience. La loi constitutionnelle 2008-724 du 23 juillet 2008 complétée par la loi organique du 10 décembre 2009 a institué l'exception d'inconstitutionnalité, moyen qui peut être soulevé devant toutes les juridictions civiles.